# Sharp X68000
Lo Sharp X68000, spesso abbreviato X68k o X68, è un home computer sviluppato dalla Sharp Corporation e commercializzato solo in Giappone tra il 1987 e metà anni '90. Si basa sul microprocessore Motorola 68000, dal quale prende il nome, come i contemporanei Amiga e Atari ST, ma nel complesso le prestazioni hardware sono superiori a entrambi, ed era particolarmente adatto a eseguire conversioni di videogiochi arcade molto fedeli.

## Storia
La Sharp, entrata in collaborazione con la Hudson Soft, presentò il nuovo X68000 alla fiera giapponese CEATEC a ottobre 1986. Era molto potente per l'epoca e suscitò grande interesse nella stampa di settore. L'uscita sul mercato avvenne a febbraio 1987.
La Sharp aveva già esperienza nel campo degli home computer, con lo Sharp MZ e lo Sharp X1, e aveva già subito la concorrenza dominante della NEC Corporation. Decise di piazzare il suo X68000 come un sistema estremamente potente e molto costoso, rivolto a musicisti, grafici e giocatori di fascia alta. Le pubblicità televisive mostravano prestazioni all'epoca irraggiungibili da altri sistemi casalinghi, sfruttando testimonial come il giornalista videoludico Akira Yamashita (山下 章). Lo slogan originale dello Sharp X68000 era "Yume o koeta" ("al di là dei sogni").
L'X68000 guadagnò una fetta molto piccola del mercato, come ci si può aspettare da un sistema così elitario. Secondo il Nomura Research Institute, nel 1991 NEC e Seiko con il concorrente PC-98 detenevano il 60% del mercato giapponese, altri quattro produttori detenevano il 28,4%, poi veniva la straniera Apple con il 5,8%, mentre la Sharp era tra i rimanenti "altri", senza neppure una propria percentuale esplicita. La presenza commerciale era irrisoria, ma l'X68000 raccolse una piccola e forte comunità di appassionati.
Il case dell'X68000, verticale e formato da due blocchi, venne a lungo soprannominato "forma Manhattan" in giapponese, per via della somiglianza con le Torri Gemelle.
Il primo modello era dotato di un processore Motorola 68000 a 10 MHz, 1 MB di memoria RAM e non aveva hard disk. Gli ultimi modelli vennero presentati nel 1993, sono basati su un Motorola 68030 a 25 MHz (anche il nome cambiò in X68030) e hanno 4 MB di RAM espandibile a 12 MB.
Nel 1992-1995 alcuni modelli di X68000 e X68030 furono realizzati da altre aziende, Keisokugiken, Mankai Seisakusho e Project White Co. Ltd.
Il 1 aprile 2000 vennero pubblicati liberamente su Internet il sistema operativo, i file del BIOS, un SDK e altri applicativi con il consenso di Sharp, Hudson e tutte le altre aziende coinvolte, rendendo l'emulazione del sistema completamente legale.

## Specifiche tecniche
- CPU / Velocità di clock:

Modelli X68000: Motorola 68000 / 10 MHz
Modelli XVI: Motorola 68000 / 16 MHz
Modelli X68030: Motorola 68030 / 25 MHz
- ROM: 1 MiB (128KB BIOS, 768KB character generator)
- RAM: 1-4 MiB (espandibile fino a 12 MB)
- VRAM: grafica 512 KiB + 512 KiB testo + 32KiB sprite VRAM
- SRAM: 16 KiB RAM statica
- Risoluzione dello schermo:

256 x 240
256 x 256
512 x 240
512 x 256
512 x 512
640 x 480
768 x 512
1024 x 1024
- Numero massimo colori sullo schermo: 65536
- Numero sprite: 128 sprite, 32 sprite per scanline
- Dimensione sprite: 8 x 8 o 16 x 16
- Colori sprite: selezionabili da 16 palette diverse, ognuna composta da 16 colori
- Hardware grafico: Scrolling hardware, controllo delle priorità, super-impose
- Chip sonori:

Yamaha YM2151 (otto canali stereo FM)
OKI MSM6258 (un canale PCM a 4 bit mono)
- Espansioni: 2 card slot (4 sui modelli Pro)
- Porte I/O:

2 porte per joystick compatibili MSX
porta mouse
audio IN / OUT
porta per occhiali stereoscopici/3D
TV/monitor Control
RGB/NTSC Video Image I/O
espansione (2 slot)
FDD esterni (fino a 2)
SASI/SCSI (dipendentemente dal modello)
porta seriale RS232
porta parallela
porte per cuffie e microfono.
- Floppy drive:

2 floppy drive 5,25" con espulsione-soft, 1,2MB ognuno
2 floppy drive 3,5", 1,44MB ognuno (modelli compatti)
- Hard disk: 20-80MB SASI/SCSI (dipendentemente dal modello)
- Sistema operativo: Human68k (simil-MS DOS sviluppato da Hudson), SX-Windows GUI
- Input corrente: AC 100V, 50/60 Hz
- Peso: ~8 kg (~10 kg Pro)

## Modelli della serie X68000
| Data comm. | nome modello               | codice  | CPU                                             | colore      | forma       | memoria | Slot esp. I/O | SASI | SCSI | Dim. HDD | Software incluso   |
| ---------- | -------------------------- | ------- | ----------------------------------------------- | ----------- | ----------- | ------- | ------------- | ---- | ---- | -------- | ------------------ |
| 1987/03    | X68000                     | CZ-600C | Hitachi HD68HC000 10 MHz (clone Motorola 68000) | Grigio/nero | Tower       | 1MB     | 2             | o    | -    | -        | Human68k Gradius   |
| 1988/03    | X68000 ACE                 | CZ-601C | Hitachi HD68HC000 10 MHz                        | Grigio/nero | Tower       | 1MB     | 2             | o    | -    | -        | Human68k           |
| 1988/03    | X68000 ACE-HD              | CZ-611C | Hitachi HD68HC000 10 MHz                        | Grigio/nero | Tower       | 1MB     | 2             | o    | -    | 20MB     | Human68k           |
| 1989/03    | X68000 EXPERT              | CZ-602C | Hitachi HD68HC000 10 MHz                        | Grigio/nero | Tower       | 2MB     | 2             | o    | -    | -        | Human68k           |
| 1989/03    | X68000 EXPERT-HD           | CZ-612C | Hitachi HD68HC000 10 MHz                        | Grigio/nero | Tower       | 2MB     | 2             | o    | -    | 40MB     | Human68k           |
| 1989/03    | X68000 PRO                 | CZ-652C | Hitachi HD68HC000 10 MHz                        | Grigio/nero | Orizzontale | 1MB     | 4             | o    | -    | -        | Human68k           |
| 1989/03    | X68000 PRO-HD              | CZ-662C | Hitachi HD68HC000 10 MHz                        | Grigio/nero | Orizzontale | 1MB     | 4             | o    | -    | 40MB     | Human68k           |
| 1990/03    | X68000 EXPERT II           | CZ-603C | Hitachi HD68HC000 10 MHz                        | Grigio/nero | Tower       | 2MB     | 2             | o    | -    | -        | Human68k SX-Window |
| 1990/03    | X68000 EXPERT II-HD        | CZ-613C | Hitachi HD68HC000 10 MHz                        | Grigio/nero | Tower       | 2MB     | 2             | o    | -    | 40MB     | Human68k SX-Window |
| 1990/04    | X68000 PRO II              | CZ-653C | Hitachi HD68HC000 10 MHz                        | Grigio/nero | Horizontal  | 1MB     | 4             | o    | -    | -        | Human68k SX-Window |
| 1990/04    | X68000 PRO II-HD           | CZ-663C | Hitachi HD68HC000 10 MHz                        | Grigio/nero | Horizontal  | 1MB     | 4             | o    | -    | 40MB     | Human68k SX-Window |
| 1990/06    | X68000 SUPER-HD            | CZ-623C | Hitachi HD68HC000 10 MHz                        | Nero Titan  | Tower       | 2MB     | 2             | -    | o    | 80MB     | Human68k SX-Window |
| 1991/01    | X68000 SUPER               | CZ-604C | Hitachi HD68HC000 10 MHz                        | Nero Titan  | Tower       | 2MB     | 2             | -    | o    | -        | Human68k SX-Window |
| 1991/05    | X68000 XVI                 | CZ-634C | Motorola 68000 16 MHz                           | Nero titan  | Tower       | 2MB     | 2             | -    | o    | -        | Human68k SX-Window |
| 1991/05    | X68000 XVI-HD              | CZ-644C | Motorola 68000 16 MHz                           | Nero titan  | Tower       | 2MB     | 2             | -    | o    | 80MB     | Human68k SX-Window |
| 1992/02    | X68000 Compact             | CZ-674C | Motorola 68000 16 MHz                           | Grigio      | mini Tower  | 2MB     | 2             | -    | o    | -        | Human68k SX-Window |
| 1993/03    | X68030                     | CZ-500  | Motorola 68030 25 MHz                           | Nero titan  | Tower       | 4MB     | 2             | -    | o    | -        | Human68k SX-Window |
| 1993/03    | X68030-HD                  | CZ-510  | Motorola 68030 25 MHz                           | Nero titan  | Tower       | 4MB     | 2             | -    | o    | 80MB     | Human68k SX-Window |
| 1993/05    | X68030 Compact             | CZ-300  | Motorola 68030 25 MHz                           | Nero titan  | mini Tower  | 4MB     | 2             | -    | o    | -        | Human68k SX-Window |
| 1993/05    | X68030 Compact-HD          | CZ-310  | Motorola 68030 25 MHz                           | Nero titan  | mini Tower  | 4MB     | 2             | -    | o    | 80MB     | Human68k SX-Window |
| mai        | Power X (nome provvisorio) | CZ-xxxx | IBM PowerPC 601 66 MHz                          | Nero titan  | Tower       | 8MB     | 2             | -    | o    | 240MB    | SX-Window          |

La tabella non comprende alcuni modelli realizzati da altri produttori.

## Software
Il sistema operativo di serie dell'X68000 è Human68k o Human68 sviluppato dalla Hudson Soft, compatibile con MS-DOS e dotato di interfaccia grafica; in seguito uscirono anche versioni di MINIX, NetBSD, OS-9 e KO-Windows, ispirato a NeXT.
L'X68000 ha tra l'altro una propria variante del linguaggio BASIC, chiamata X-BASIC.
Nel complesso sono noti oltre 1100 prodotti software.
Sebbene la funzionalità non sia mai stata supportata dalla Sharp, è possibile collegare al sistema un lettore CD-ROM SCSI. Uscì anche del software su CD per X68000, ad esempio la rivista su dischetto Dennou Club (maggio 1988-agosto 2000) ebbe il supplemento Gekikou Dennou Club (7 uscite) dedicato ai CD.

### Videogiochi

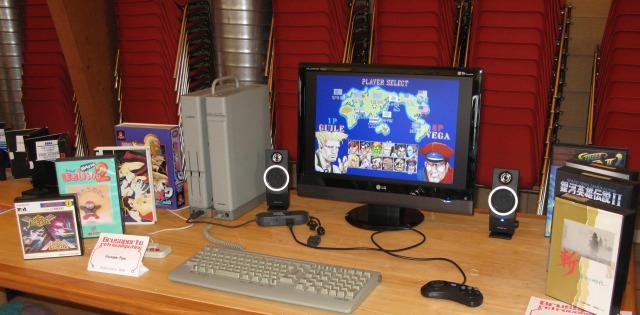
Street Fighter II su X68000

In Occidente l'X68000 è noto soprattutto per le buone conversioni di videogiochi arcade (ad esempio Ghouls 'n Ghosts, Street Fighter II, Strider, Final Fight) e per giochi originali come Castlevania Chronicles. In Giappone la produzione di software per X68000 è continuata ben oltre la sua vita commerciale attraverso i gruppi homebrew (doujin). Tra titoli professionali e realizzati da appassionati, si contano centinaia e centinaia di giochi notevoli, molti dei quali esclusivi dell'X68000. Una parte consistente della libreria di giochi è costituita in particolare dagli shoot 'em up.
Nel complesso i titoli pubblicati sono come minimo più di 800, di cui 332 videogiochi commerciali prodotti da grandi aziende giapponesi durante la vita commerciale del sistema.
Secondo la rivista Retro Gamer, tre dei migliori giochi per X68000 sono
Aquales (platform a scorrimento con un mecha), Geograph Seal (sparatutto in prima persona simile al successivo Jumping Flash! degli stessi autori) e Cho ren sha 68K (sparatutto a scorrimento homebrew).
Tra le migliori conversioni di arcade, la rivista considera Bubble Bobble, Mr. Do!, Pac-Land (questi primi tre giudicabili arcade perfect), R-Type, Gradius II, Salamander, Pac-Mania, Space Harrier, After Burner, Alien Syndrome.